# モルガーニ孔ヘルニア
モルガーニ孔ヘルニア（英: Morgagni hernia）は横隔膜ヘルニアの一つで、横隔膜の胸骨付着部と肋骨付着部の間の筋層が脆弱な胸肋三角（モルガーニ孔・ラリー孔）から胸腔内に腹腔内臓器が脱出するものである。
狭義には、肝鎌状間膜の右側を経て脱出するものをモルガーニ孔ヘルニア（英: Morgani hernia）、左側を経て脱出するものをラリー孔ヘルニア（英: Larrey hernia）と呼ぶ。前者が約90%を占める。広義には、これらをまとめてモルガーニ孔ヘルニアと呼ぶ。

## 疫学
全横隔膜ヘルニアの1～5%を占める。小児および50歳以上に多い。成人例は女性に多い。
遺伝的素因に加え、妊娠・外傷・肥満・慢性便秘・慢性咳嗽が関与するとされる。
脱出臓器は横行結腸および大網が多く、胃・小腸・肝臓などが脱出することもある。

## 症状
咳嗽や呼吸困難などの呼吸器症状、腹痛や嘔吐などの消化器症状を呈するが、成人では無症状例も多い。

## 診断
単純X線撮影で胸腔内に腹腔内臓器を認める。CTでは3次元再構成により、胸骨後面から腹腔内臓器が脱出する様子を観察することができる。

## 治療
自然治癒は期待できず、嵌頓や穿孔をきたすことがあるため、症状の有無にかかわらず手術が推奨される。近年では腹腔鏡下修復術の報告が多い。

## 歴史
1761年のモルガーニの著書に書かれている、イタリアの石工の剖検例が初出とされる。また、ナポレオンの侍医であった外科医ラリーは、胸骨後面の間隙を通じて心タンポナーデを治療できると述べたという。